# 하루나 니욘지마
하루나 파딜리 니욘지마(르완다어: Haruna Fadhili Niyonzima, 1990년 1월 5일 ~ )는 르완다의 축구 선수로 현재 리비아 프리미어리그의 알타원 SC에서 미드필더로 활약하고 있으며 르완다 대표팀 역사상 국제 A매치 최다 출전자이자 르완다 선수로는 유일한 FIFA 센추리클럽 가입자이다.

## 국가대표팀 경력

### 르완다 A대표팀
2006년 11월 27일 소말리아와의 세카파컵 C조 조별리그 1차전에서 르완다 A대표팀 소속으로 국제 A매치 데뷔전을 치른 후 이 대회 3경기에 출전하며 팀의 4강 진출에 일조했고 그 후 2007년 6월 2일 자국에서 열린 적도 기니와의 2008년 아프리카 네이션스컵 예선 5조 4차전에서 A매치 데뷔골을 터뜨리며 팀의 2-0 승리에 기여했다.
그 후 이듬해에 열린 2007년 세카파컵에서 2골을 터뜨리며 팀의 준우승을 이끈 뒤 2009년 세카파컵에도 출전하여 팀의 준우승을 이끌었고 2019년 10월 19일 에티오피아와의 2020년 아프리카 네이션스 챔피언십 중·동부 예선 2라운드 2차전 홈 경기에서 개인 통산 A매치 100번째 경기에 출전하며 FIFA 센추리클럽에 가입한 최초의 르완다 선수가 되었다.

## 같이 보기
- A매치 100경기 이상 출전한 축구 선수 명단